# Piekary (województwo zachodniopomorskie)
Piekary – wieś w Polsce położona w województwie zachodniopomorskim, w powiecie drawskim, w gminie Czaplinek.
W latach 1975−1998 miejscowość administracyjnie należała do województwa koszalińskiego. W roku 2007 wieś liczyła 61 mieszkańców. Miejscowość wchodzi w skład sołectwa Łazice.
W miejscowości działało Państwowe Gospodarstwo Rolne Piekary.

## Geografia
Wieś leży ok. 3,5 km na południowy zachód od Łazic, przy drodze wojewódzkiej nr 163, w pobliżu linii kolejowej nr 210.